# Jamie Shaw
Jamie Shaw (* 1985 in Dinas Powys im Vale of Glamorgan, Wales) ist ein britischer Sänger.

## Leben
Geboren wurde Jamie Shaw 1985 im britischen Dinas Powys. Als Kind sang er im Kirchenchor der Llandough Baptist Church. Mit sechs Jahren trat er dann in den Musicals „Wizard Of Oz“ und „The King And I“ im Anwine Little Theater auf. Und auch im Schulchor war Shaw aktiv.
Mit der Waliser National Oper tourte Shaw in der Produktion von „Madame Butterfly“ durch ganz Großbritannien. Auftritte in „Christmas Carousal“, „Turandot“, „Kalaf Quest“ und „Joseph And The Multicolour Dreamcoat“ folgten. 1998 trat Jamie dann bei der Fernsehsendung „My Kind of Music“ auf. Einige Wochen danach folgte die Unterzeichnung seines ersten Plattenvertrages. Sein Debütalbum trug den Titel „When You Believe“ und enthielt auch ein Geburtstagslied für die Queen Mom.
In Deutschland war Jamie Shaw im Jahr 2000 im Vorprogramm von Lionel Richie dabei und trat bei der ARD-Sportgala auf.
Drei Jahre später nahm Jamie bei der Fernsehsendung „Popstars – The Rivals“ teil und wurde Mitglied der britischen Boyband „One True Voice“. Ihre erste Single „Sacred Trust / After Your Gone“ verkaufte sich über 650.000 Mal, und auch die zweite Single „Shakespeare’s Way With Words“ landete unter den Top Ten der englischen Charts.
Im darauf folgenden Jahr trat Jamie Shaw eine Woche lang in der Fernsehshow „Cariad @ Laith“ auf. Im Herbst 2005 trat Shaw im Vorprogramm der Boygroups Backstreet Boys und US5 auf. 

## Diskografie
- 1999: When You Believe
- 2003: From the Beginning
- 2005: Different